# 議政府戰役
議政府戰役是朝鮮戰爭中發生在議政府市的一場戰役，發生在1950年6月25日，當時朝鮮民主主義人民共和國正入侵大韓民國，朝鮮人民軍之目標通過三條防線：第一是在開城市、汶山邑及漢城（今首爾）之間，第二是在議政府市及漢城之間，第三是在春川市，在這三條防線中，春川市的防線位處最前，但開城市至汶山邑的防線在翌日已被突破及議政府市防線亦被輕易攻破。
朝鮮人民軍陸軍進攻部隊的第3師（師長李英鎬少將）及第4師（師長李權武少將）得到一個裝甲旅（第105裝甲旅）的增援，守軍是大韓民國陸軍第7師（師長劉載興准將），朝鮮人民軍投入了蘇聯的T-34坦克，因此缺乏反裝甲火力的韓國軍雖然得到第2師的增援，但仍然未能阻止人民軍的前進，防線最終崩潰。
韓國國軍第7師被從前線撤下來及在抱川市與東豆川市之間建立新的防線，但該師未能堅守及被擊退至議政府市，大韓民國陸軍總參謀長蔡秉德命令李亨根准將的第2師及其它部隊增援，但第二天朝鮮人民軍已攻佔議政府市，之後韓國國軍在江北區建立了另外一條防線，但是在彌阿里戰役中被打敗，而經過三天之阻擊後，朝鮮人民軍陸軍攻陷漢城。